# Ornette!
| Recensione                     | Giudizio |
| ------------------------------ | -------- |
| Down Beat                      | [ 1 ]    |
| Allmusic                       | [ 2 ]    |
| Tom Hull                       | A–       |
| Piero Scaruffi (Austin Krentz) | 8/10     |

Ornette! è il settimo album discografico di Ornette Coleman, pubblicato nel 1962.

## Descrizione
Venne registrato per l'etichetta Atlantic Records un mese dopo l'epocale Free Jazz: A Collective Improvisation e pubblicato nel febbraio 1962 negli Stati Uniti. I titoli delle composizioni (solo le iniziali puntate di ogni parola) derivano dalle opere di Sigmund Freud.

## Tracce
Testi e musiche di Ornette Coleman.
1. W.R.U. – 16:25
2. T.&T. – 4:35
3. C.&D. – 13:10
4. R.P.D.D. – 9:39

## Formazione

### Musicisti
- Ornette Coleman - sassofono contralto
- Scott LaFaro - contrabbasso
- Don Cherry - tromba
- Ed Blackwell - batteria